# السرب المقاتل 333 دي
السرب المقاتل 333 دي (بالإنجليزية: 333d Fighter Squadron)‏ هو جزء من الجناح المقاتل الرابع في قاعدة سيمور جونسون الجوية، بولاية كارولينا الشمالية. ويستخدم طائرة إف-15 إي سترايك إيغل. 